# 상호교차성

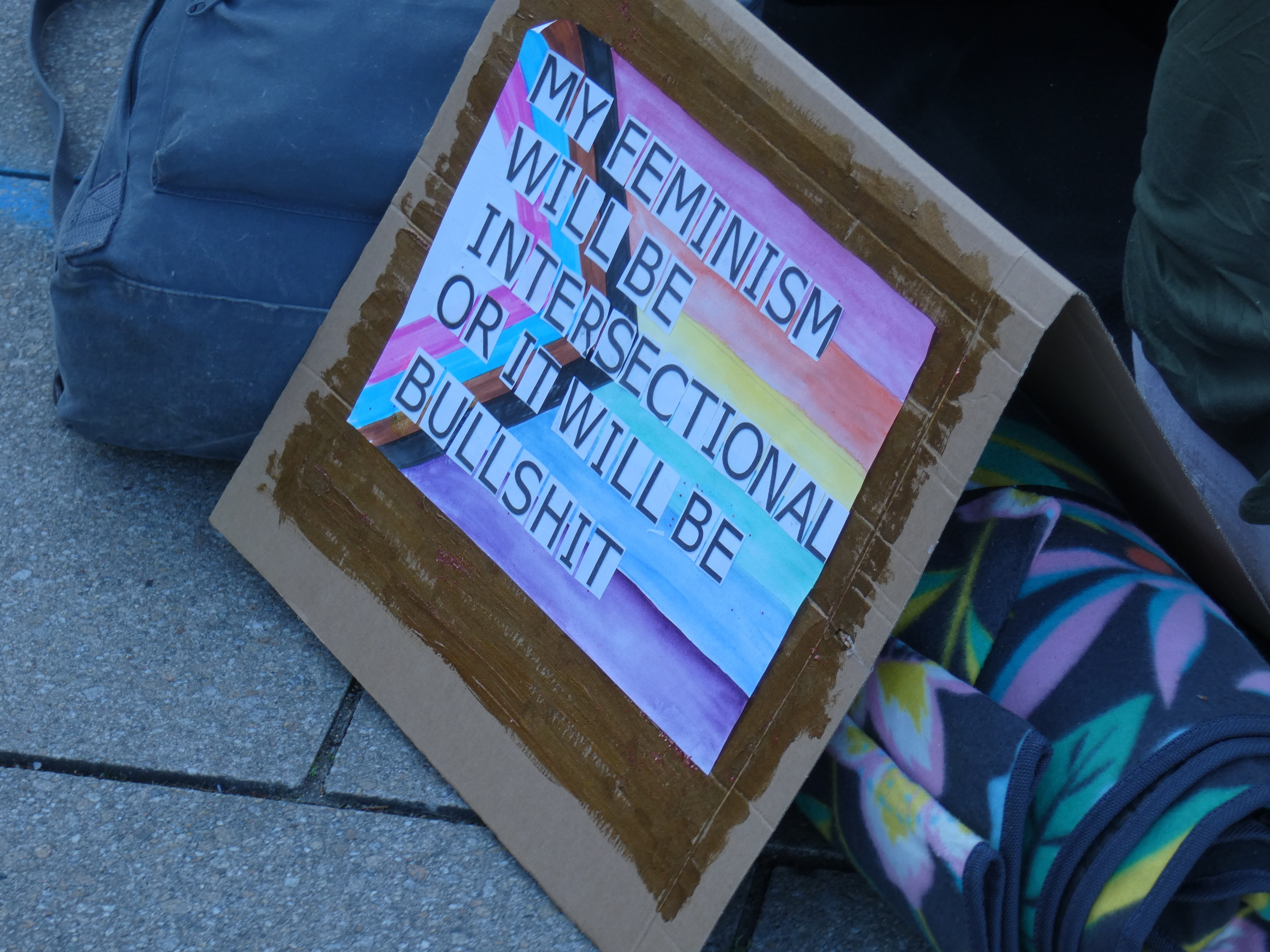

상호교차성 또는 교차성은  성별, 젠더, 성정체성, 인종, 민족, 계급 따위의 정체성이 결합되었을 때 원래 없던 차별이나 특권이 생기는 경우를 말하는 개념이다. 흑인 여성주의에서 고안된 용어이지만, 인종 외에서도 다양한 곳에서 쓰이고 있다. 상호교차성 이론에 기반한 여성주의를 교차여성주의 또는 상호교차성 페미니즘이라고 부른다.

## 같이 보기
- 흑인 여성주의
- 정체성 정치
- 인문주의
- 종차별주의